# Сим Чханмин
Сим Чханми́н (кор. 심창민?, 沈昌珉?; 18 февраля 1988, Сеул)  — южнокорейский певец, композитор, модель и актёр, участник южнокорейской к-поп-группы, ныне дуэта DBSK, также известен под сценическим именем Макс Чханми́н. Является артистом SM Entertainment в Южной Корее, в Японии под лейблом Avex Trax. Первый кореец, номинированный на награду Hochi Film Awards (報知映画賞) в Японии, за роль в фильме Лети с золотом/Fly With the Gold (黄金を抱いて翔べ).

## Биография
Сим Чханмин родился и вырос в Сеуле в семье учителей. Он старший ребёнок в семье, у него две младшие сестры — Сим Суён и Сим Джиён. Впервые агентство талантов SM Entertainment заметило Чханмина, когда он играл в бадминтон в спортзале школы. После школы агентство сообщило Симу, что его взяли в компанию SM Entertainment, дали ему визитную карту и пригласили на прослушивание. Сим на тот момент не хотел становиться певцом, но его уговорила мать, которая очень хотела увидеть певицу BoA вживую. Сим пошёл на прослушивание вместе с матерью, не сообщив отцу. Агентство сообщило Чханмину, что свяжется с ним через три недели, но ему позвонили уже через три дня и подписали контракт с SM вскоре после этого. Сим выиграл награды 6th Annual Youth Competition, как лучший певец и лучший артист в SM Entertainment. Он дебютировал в группе TVXQ в 2003 году с песней «Hug» на канале SBS, во время специального выступления BoA и Бритни Спирс.

## Карьера

### Музыкальная Карьера
Основная статья: TVXQ
26 декабря 2003 года Чханмин дебютировал в группе TVXQ.
Вне музыкальной активности с TVXQ Чханмин также участвовал в сольных проектах. В 2007 году он написал слова к песне «Evergreen», которую включили в сборный альбом SM Town 2007 года Winter SMTown — Only Love. В 2008 году он написал корейский текст к песне «Love In The Ice» для 4 корейского альбома группы MIROTIC (альбом).
3 апреля 2010 года компания Avex объявила о перерыве японской деятельности TVXQ, сказав, что сфокусируется на помощи каждому участнику в их соло-активностях, хотя из-за этой паузы Avex мог потерять миллиарды йен.
С августа по сентябрь 2010 года Юно Юнхо и Чханмин выступали как TVXQ в Сеуле, Лос-Анджелесе и Шанхае, как часть Мирового Тура SMTown Live '10. Дуэт показал специальное выступление с новым синглом «Maximum» и представили песню «Why» только с участием Юнхо.
23 ноября 2010 года SM Entertainment объявило, что TVXQ возвращается как дуэт, состоящий из Юнхо и Чханмина в начале 2011 года.
24 ноября 2010 года Avex Entertainment, как представитель SM Entertainment в Японии, выпустило утверждение о перезаключении контрактов Avex с артистами SM, включая TVXQ, которые будут продолжать активность как дуэт под лейблом Avex Trax.
Во время подготовки их нового альбома, Чханмин написал слова к песне «고백 (Признание/Confession)», которая была включена в альбом «Keep Your Head Down» и саундтрек к драме Райское Ранчо/Paradise Ranch. Чханмин написал слова к песне «I Swear» (Я клянусь) к шестому корейскому альбому TVXQ Catch Me.
17 декабря 2012 года, Чханмин выпустил песню «A Person Like Tears» к драме Jeon Woo-chi. В апреле 2013 года, Чханмин написал слова к песне «떠나지 못해 (Бессонная ночь)» к третьему альбому группы SHINee Chapter 2. Why So Serious? — The Misconceptions of Me, которые являются коллегами по лейблу SM Entertainment.
18 ноября 2015 года был выпущен первый японский сольный альбом Чханмина «Close To You». Альбом содержит 7 треков.
13 марта 2020 года сообщалось, что участник TVXQ готовится выпустить сольный альбом. Источник из SM Entertainment подтвердил новость и заявил "Чханмин усердно работает с целью выпустить сольный альбом в апреле"
23 марта 2020 года SM Entertainment аннонсировали, что Чханмин собирался выпустить свой дебютный мини-альбом Chocolate 6 апреля. Мини-альбом состоит из 6 песен разных жанров, включая трек Chocolate и особенностями коллаборации с корейской певицей Чунгха.
Хотя Чханмин ранее выпускал соло-треки альбомов TVXQ автора саундтреков, а также японского сольного мини-альбома, Chocolate был официальным соло дебютным альбомом в Корее после дебютирования в группу более, чем 16 лет назад. Одногруппник Юнхо также выпустил его первый сольный мини-альбом True Colors в прошлом году.
8 декабря 2021 года Чханмин выпустил второй японский мини-альбом Human.
13 января 2022 года Чханмин выпустил второй мини-альбом Devil.

### Актёрская карьера
Чханмин известен своим высоким тенором, в частности скримингом и высоким нотам. Он также активен как поэт-песенник и написал текста для нескольких песен в группе.
В 2006 году Чханмин снимался вместе с одногруппниками из TVXQ в мини-сериале Отпуск/Vacation, у которого была специальная премьера в аудитории Университета Ёнсей. Он снимался в эпизоде с Ким Джунсу Они так же участвовали в некоторых эпизодах Banjun Drama, популярной мини-драме, которая транслировалась на канале SBS. Он также был первым выбором на роль в драме Snow Flower, но был заменён Ким Ки Бумом в связи с плотным графиком TVXQ.
В 2010 году Чханмин снимался в драме Афина: Богиня войны в течение четырёх эпизодов, начиная с 16 эпизода, как Чои Тэ Хюн — взрывной специалист NIS.
В 2011 году Чханмин был выбран на главную роль вместе с Ли Ён Хи в драме «Райское ранчо» Он так же дублировал свой же голос для японской версии «Райского Ранчо».
В 2012 году Чханмин вместе с его коллегой Юно Юнхо, снялись в документальном фильме SM «Я есть/I am». Фильм показывал хроники TVXQ, а также других групп под лейблом SM Entertainment, которые стали первыми азиатскими артистами, выступающими на Мэдисон Сквер Гарден/Madison Square Garden, в частности путь Юнхо и Чханмина к этой точке, включая архивные съёмки, интервью и практики.
2 февраля 2012 года SM Entertainment объявило, что Сим был выбран на одну из главных ролей в его первом японском фильме «Лети с золотом/Fly With the Gold», основанный на новелле, написанной Такамурой Каору. Он играет Момо, Северо-корейского шпиона, притворяющимся студентом — инженером. Его восхваляли за его Осакский диалект в фильме, который легко понимать, но на котором очень сложно разговаривать, особенно его хвалил режиссёр Идзуцу Кадзуюки. Чханмин был номинирован на награду «Лучший новичок» на престижном 37 кинофестивале Hochi Film Awards в Японии, в фильме «Лети с Золотом/Fly with the Gold». Сим первый номинированный кореец. 21 января 2013 года было объявлено, что Сим Чханмин выиграл награду «Новичок года» в 36 фестивале Japanese Academy Award, за его роль в фильме «Лети с золотом/Fly With the Gold».

#### Фильмография
- 2006 SBS’s Banjun Theater: Tokyo Holiday
- 2006 SBS’s Banjun Theater: Dangerous Love
- 2006 SBS’s Banjun Theater: Uninvited Guest
- 2006 SBS’s Banjun Theater: The Most Unforgettable Girl in My Life
- 2006 Vacation
- Dating on Earth (Съёмки закончены в 2006, но фильм вышел на DVD только в 2010 году)
- 2011 Paradise Ranch/Райское ранчо
- 2011 Welcome to the Show/Добро пожаловать в шоу
- 2012 Fly With The Gold/Лети с золотом
- 2014 Mimi/Мими

### Карьера на телевидении
24 декабря 2012 года было объявлено, что Сим будет соведущим нового шоу на канале KBS вместе с Кан Хо Доном. Первый опыт Чханмина, как главного ведущего передами принёс ему славу человека, известного своими острыми и быстрыми замечаниями, а также послужило официальным возвращением Кана на KBS. Начало передачи было запланировано на середину января 2013 года, режиссёром Ли Е Джи и сценаристом Мун Ын Э. 4 января 2013 года KBS объявило, что название передачи меняется с «Ты мне нравишься, ночь встреч» на «Лунный Принц». Первый эпизод вышел в эфир 22 января 2013 года, в последний раз передача вышла в эфир 12 марта 2013 года.
25 марта 2013 года участниками стаффа KBS Entertainment было объявлено, что Кан Хо Дон, Ли Су Гын и Ким Бюн Ман будут блистать, как ведущие нового спортивного развлекательного шоу, которое заменит «Лунного Принца» и будет называться «Наше соседское искусство и физическое образование/Our Neighborhood Arts and Physical Education». Было также упомянуто, что они надеются включить в состав ведущих и кого-нибудь из состава «Лунного Принца». KBS объявило, что шоу начнёт записываться в начале апреля, а первый эпизод выйдет в эфир 9 апреля. 27 марта 2013 года было объявлено, что Сим Чханмин был выбран, как один из ведущих программы. Премьера состоялась 9 апреля 2013 года, и шоу дебютировало первым номером в этом временном отрезке, опередив шоу на SBS Hwasin — Controller of the Heart.

## Личная жизнь
Помимо корейского языка Чханмин свободно владеет японским языком. 7 июля 2015 года Чханмин подал заявление в Военную полицию для прохождения обязательной национальной службы. 19 ноября 2015 года он был призван в Вооруженные силы Республики Корея в качестве полицейского по призыву. Чханмин женился 5 сентября 2020 года. Его избранницей стала девушка, далёкая от медийной сферы, однако само событие произвело ажиотаж в социальных сетях, что связано с неофициальным запретом на романтические отношения для айдолов.

## Образование
Чханмин окончил среднюю школу Кэпо в 2006 году. После чего он был принят в Университет Кюн Хи. В 2009 году он был зачислен в этот университет на программу обучения «Музыка Постмодернизма (недоступная ссылка)». Однако с 2011 года он посещает Университет Конкук с целью получить второе образование.

## Волонтёрская работа
В январе 2008 года Чханмин занимался волонтёрской работой по уборке пляжей в Таэн, Южная Корея, со своим отцом, в связи с самой большой национальной нефтяной утечкой в истории. Его путешествие в Таэн было призвано быть тайной и совершено в короткий перерыв от его активности с TVXQ на Новый год. Это стало известно публике и средствам медиа лишь тогда, когда другой волонтёр опубликовал фотографии на фан-сайте. Впоследствии этот случай был подтверждён агентом TVXQ.

## Дискография

### Сольная дискография
Основная статья: Дискография TVXQ
- 2008.02.06 Two Hearts/WILD SOUL (один из сингловых дисков, входящих в коллекцию из пяти дисков-синглов с общим названием TRICK)
- «Tying Shells Together» (совместно с ЧунСу (DBSK); Лина & Сандей (CSJH); Рёук & Ёсон (Super Junior))
- «I love You» (соло на Rising Sun concert)
- «When I first Kissed You» (соло на 'O' concert)
- «Just Once»
- «고백 (Confession)» в корейском альбоме Keep Your Head Down
- «I Swear» в 6-м корейском альбоме Catch me
- A Person Like Tears «눈물 같은 사람» Саундтрек к телесериалу Jeon Woo-chi
- 18.11.2015 «Close to You» японский сольный альбом

### Поэт/Композитор
- Evergreen (песня для зимнего SMTOWN 2007. Написана совместно с Микки Ючхоном) (Макс написал слова, Микки был композитором)
- Wild Soul (одна из песен, входящих в одноименный сингловый диск, составляющий коллекцию из пяти дисков-синглов с общим названием TRICK) (написал слова и музыку)
- Love in the ice (корейский альбом MIROTIC) (написал слова для корейской версии песни)
- «고백 (Confession)» написал слова к песне в корейском альбоме Keep Your Head Down
- «I Swear» написал слова к песне в 6-м корейском альбоме Catch me

- Написал слова для песни группы SHINee — 떠나지 못해(Can’t Leave) для альбома «Chapter 2 Dream Girl — The Misconceptions of Me»

## Фильмография

### ТВ — шоу
| Год  | Название                                     | Канал | Заметки   |  |
| ---- | -------------------------------------------- | ----- | --------- |  |
| 2013 | Лунный Принц/Moonlight Prince                | KBS   | Соведущий |  |
| 2013 | Our Neighborhood Arts and Physical Education | KBS   | Соведущий |  |

## Награды
См. также: Все награды полученные TVXQ
- 6th Annual Best Competition SM Entertainment Awards: Лучший певец
- 6th Annual Best Competition SM Entertainment Awards: Лучший артист
- 36th Japanese Academy Award for Newcomer of the Year
- 37th Annual Hochi Film Award for Newcomer Award
- 22nd Japan Film Critic Awards